# 皮亞季戈里 (捷季耶夫區)
49°20′23″N 29°54′32″E / 49.33972°N 29.90889°E
普亞季霍里（烏克蘭語：П'ятигори）是位於烏克蘭北部的村莊，由基辅州白采爾克瓦區的泰蒂伊夫市鎮負責管轄。該村始建於1596年，面積4.5平方公里，海拔高度237米，2001年人口2,017，人口密度每平方公里448.2人。